# Cañaveral (kommun)
Cañaveral är en kommun i Spanien.   Den ligger i provinsen Provincia de Cáceres och regionen Extremadura, i den centrala delen av landet, 240 km väster om huvudstaden Madrid. Antalet invånare är 1 189. Arean är 86 kvadratkilometer.
Terrängen i Cañaveral är kuperad åt nordost, men åt sydväst är den platt.